# Канамова
Канамова — деревня в Кудымкарском районе Пермского края. Входила в состав Ленинского сельского поселения. Располагается на левом берегу реки Юсьва южнее от города Кудымкара. Расстояние до районного центра составляет 20 км. По данным Всероссийской переписи населения 2010 года, в деревне проживало 3 человека (2 мужчины и 1 женщина).

## История
По данным на 1 июля 1963 года, в деревне проживало 137 человек. Населённый пункт входил в состав Верх-Юсьвинского сельсовета.